# Foltos kuszkusz
A foltos kuszkusz (Spilocuscus maculatus) az emlősök (Mammalia) osztályának erszényesek (Marsupialia) alosztályágába, ezen belül a Diprotodontia rendjébe és a kuszkuszfélék (Phalangeridae) családjába tartozó faj.

## Előfordulása
Új-Guinea erdeiben, a Maluku-szigeteken és az Új-Guineát övező egyéb szigeteken él. Előfordul továbbá az ausztráliai Észak-Queenslandben is, a York-félszigeten.

## Alfajai
- Spilocuscus maculatus chrysorrhous
- Spilocuscus maculatus goldiei
- Spilocuscus maculatus maculatus
- Spilocuscus maculatus nudicaudatus

## Megjelenése

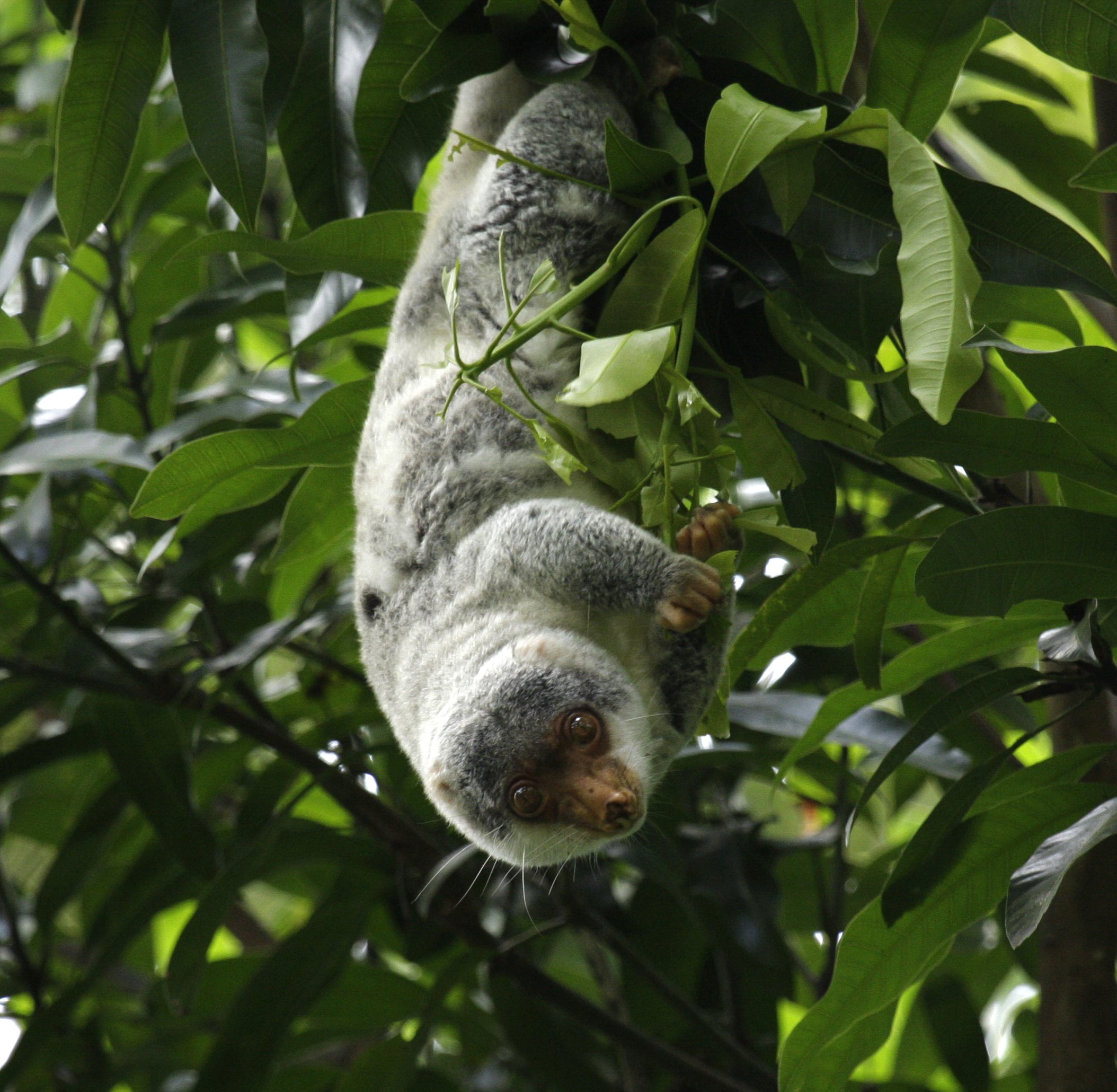
Fánlógó példány

A foltos kuszkusz fej-törzs-hossza 34,8-65 centiméter, farokhossza 31,5-60 centiméter és testtömege 1,5-6 kilogramm. Sűrű, feltűnően foltos,  pettyezett szőrzete gyapjas, tömött bundát képez. Az egyes példányok szőrzetének színe kor, egészségi állapot és földrajzi hely szerint változhat. Gyakran egy almon belül eltérő a kölykök színe. Arca kerek, füle olyan kicsi, hogy szinte elrejti az állat szőre. Szeme nagy, kerek és dülledt, félkör övezi. A pupillák függőleges metszésűek. Karmokban végződő hosszú lába, valamint csupasz, enyhén barázdált talpa biztos támaszt nyújt a fán közlekedő kuszkusznak. Farka nagyon vaskos és gyapjas kapaszkodófarok; alsó oldalán mintegy félhossztól a hegyéig szőrtelen és pikkelyes. Ötödik végtagként úgy használja, hogy mászás közben a fára csavarja.

## Életmódja
Magányos, mivel társait nem kedveli. Ha behatoló téved a területére, a foltos kuszkusz hangos morgással és kaffogással próbálja elijeszteni. Éjjeli életmódot folytató fakúszó állat. Kényelmes tempóban mászkál a fák ágai között. Fogságban 17, a szabad természetben 11 évig élhet.

### Táplálkozása
Tápláléka levelek, virágok, gyümölcsök, rovarok, kisemlősök, hüllők, madarak és tojásaik.

## Szaporodása
A foltos kuszkusz ivarérettségét egyéves korban éri el. A párzási idény egész évben tart. A vemhesség 13 napig tart, ennek végén egy-kettő utód mászik az erszénybe, amely előre nyílik, itt rátapadnak egy-egy csecsbimbóra, ahol hat-hét hónapig maradnak. Miután kimásznak az erszényből, az anyjuk még hét hónapig hordja a hátán.